# Eugenio Coseriu

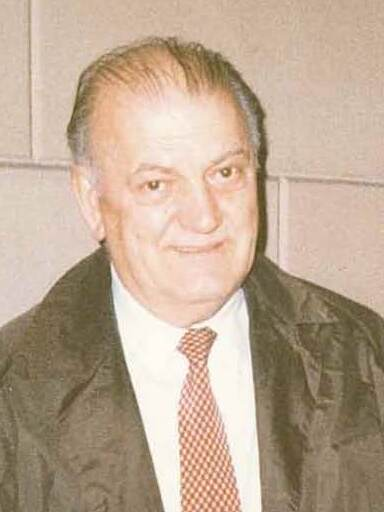
Eugenio Coseriu (1989)

Eugenio Coseriu (eigentlich rumänisch Eugen Coșeriu [euˈdʒen koˈʃerʲu]; * 27. Juli 1921 in Mihăileni, damals Königreich Rumänien, heute Republik Moldau; † 7. September 2002 in Tübingen) war ein rumänischer Romanist und Allgemeiner Sprachwissenschaftler an der Eberhard Karls Universität Tübingen.

## Leben und Wirken
Coseriu besuchte in seiner Heimatstadt Mihăileni von 1926 bis 1931 die Grundschule und wechselte danach an das Gymnasium Liceu Ion Creangă in Bălți, wo er 1939 seinen Abschluss machte.
Er studierte 1939 und 1940 an der Universität in Iași und setzte 1940 mithilfe eines Stipendiums des italienischen Kulturinstituts sein Studium der Romanistik und Slawistik an der Universität La Sapienza in Rom fort.
Dort wurde er 1944 mit einer Arbeit über den Einfluss der französischen und der italienischen mittelalterlichen Dichtung auf die südslawische (Su gli influssi della poesia epica francese medievale sulla poesia epica popolare degli Slavi meridionali) promoviert.
1944 und 1945 war er an der Universität Padua und von 1945 bis 1949 an der Universität Mailand tätig.
Von 1950 bis 1958 war er Professor für allgemeine und indogermanische Linguistik an der Universität Montevideo in Uruguay. Er veröffentlichte in diesem Zeitraum einige seiner wichtigsten Werke in spanischer Sprache, wie Sincronía, diacronía e historia (1958) und einen Klassiker der modernen Linguistik Teoría del lenguaje y lingüística general (1962).
Bis zu seiner festen Anstellung in Tübingen hatte er verschiedene Gastprofessuren inne, so an der Universität Málaga und der Universität Navarra. Hinzu kamen Lehrtätigkeiten an den Universitäten in Coimbra, dann von 1961 bis 1963 an der Rheinischen Friedrich-Wilhelms-Universität Bonn und an der Johann Wolfgang Goethe-Universität Frankfurt am Main.
Im Frühjahr 1963 erhielt er – vor allem auf Empfehlung von Harri Meier aus Bonn – eine „Professur für Romanische Sprachwissenschaft“ an der Universität Tübingen. In dieser Funktion wirkte er bis zu seiner Emeritierung im Jahr 1991.
Im Jahr 1981, zeitgleich mit seinem sechzigsten Geburtstag, erhielt er eine Festschrift in fünf Bänden  unter dem Titel Logos semantikos. Studia lingüística in honorem Eugenio Coseriu 1921–1981. Ab 1977 war er ordentliches Mitglied der Heidelberger Akademie der Wissenschaften. 1991 wurde er zum korrespondierenden Mitglied der Bayerischen Akademie der Wissenschaften gewählt.
Zu seinen Forschungsgebieten gehörten Sprachwandel, Semantik und die Ursachen sozial begründeter Sprachvarianten. Coseriu beschäftigte sich auch mit der Gliederung der Sprache und den Sprachfunktionen als Stufen der Kompetenz.
Grundlegend für Coserius Sprachtheorie waren unter anderem Aristoteles, Wilhelm von Humboldt und Ferdinand de Saussure.

## Das romanische Verbalsystem
Nach Coseriu kombinieren sich im romanischen Verbalsystem die Kategorien des Aspekts und des Tempus immer in einem System. Im Verbalsystem der romanischen Sprachen verweist er auf die synthetischen Verbalformen, die als einfache Tempora verstanden werden können, und die analytischen Verbalformen, die Verbalperiphrasen.
Zur genaueren Analyse entwickelte er drei Unterkategorien, baute die Analyse dreistöckig auf. So benennt er:
- die Gestaltung von Zeiträumen,
- die Bestimmung von Zeitpunkten innerhalb der Zeiträume,
- die Bestimmung bestimmter aspektiver Werte wiederum für jeden Zeitpunkt.[7]

In diesen Unterkategorien schuf er weitere Systeme zur Analyse der aspektiven Umstände im romanischen Verbalsystem. So werden ferner beschrieben: das Untersystem
- der Zeitebene,
- die primäre, sekundäre und tertiäre Perspektive,
- die Schau,
- die Phase und
- das (partielle) Resultat.

Zusätzlich werden noch
- die Dauer,
- die Wiederholung und
- die Vollendung

zur abschließenden Betrachtung herangezogen.

### Die Zeitebene
In der Kategorie der Zeitebene zeige sich für die romanischen Sprachen typisch eine Ambiguität; so verweise die aktuelle Ebene auf das Präsens in seinem Zentrum, während die inaktuelle Zeitebene sich das Imperfekt zu seinem Zentrum nehme. Damit ist die aktuelle Ebene eine Konstruktion, die, vom Präsens ausgehend, als Zeitlinie durch dieses hindurchlaufe; hingegen muss man sich die inaktuelle Zeitebene, mit dem Imperfekt im Zentrum, als einen Hintergrund zu jener ersten Zeitlinie vorstellen. In den Romania ist das Imperfekt gewissermaßen mit der Inaktualität gleichzusetzen.

### Die Perspektive
Coseriu differenziert zunächst einmal in eine parallele, eine retrospektive und eine prospektive Perspektive; sie bestimmen keine Tempora, sondern vielmehr Zeiträume. Die Perspektive zeige die Position oder Stellung des Sprechenden zur Verbalhandlung auf. Damit bestimme sie Zeiträume auf jeder Zeitebene, aber eben keine Tempora. Perspektiven ließen sich weiter unterteilen in eine primäre, eine sekundäre und eine tertiäre Perspektive. Der Sprechzeitpunkt des Sprechenden gilt dabei als primärer Bezugspunkt (Deixis) und die Handlung wird zum Sprechenden entweder als parallel, retrospektiv oder prospektiv eingeordnet.
Zur definitorischen Festlegung des Begriffs der primären Perspektive nimmt Coseriu die Relation des Sprechers und seiner Vorstellung der zu versprachlichenden Handlung gegenüber auf, ob er also diese Handlungen prospektiv antizipiert oder ob er auf die (erinnerten) Handlungen retrospektiv zurückschaut oder ob er diesen parallel entgegensieht. Dabei werde mit der Kategorie der Perspektive nicht die Zeitebene, die Tempora, beschrieben, vielmehr sollen Zeiträume oder die Dauer auf jeder Zeitebene beschrieben werden.
Die Kategorisierung der primären und sekundären Perspektiven und Zeitebenen am Beispiel der spanischen Sprache, stellvertretend für die übrigen romanischen Sprachen, nach Coseriu:
| Beispiel hacer      | Aktuell  | Vergangenheit (retrospektiv) | Gegenwart (parallel) | Zukunft (prospektiv) |
| ------------------- | -------- | ---------------------------- | -------------------- | -------------------- |
| Zeitebene aktuell   | primär   | Pretérito indefinido         | Presente             | Futuro simple        |
|                     | primär   | hice                         | hago                 | haré                 |
|                     | sekundär | Pretérito perfecto           | Presente             | Futuro próximo       |
|                     | sekundär | he hecho                     |                      | voy a hacer          |
| Zeitebene inaktuell | primär   | Imperfecto de subjuntivo     | Pretérito imperfecto | Condicional simple   |
|                     | primär   | hiciera                      | hacía                | haría                |
|                     | sekundär | Pretérito pluscuamperfecto   | Pretérito imperfecto | Futuro perfecto      |
|                     | sekundär | había hecho                  | hacía                | habré hecho          |

### Schau
Eine Verbalhandlung lässt sich vom Sprechenden in einem Oppositionspaar der ganzen, globalen oder ausschnittsweisen, partiellen Schau betrachten. Die globale Schau äußert sich in der ganzheitlichen Betrachtung der Handlung und steht der ausschnittsweisen Betrachtung der Handlung gegenüber.

## Sprachvarietät im Modell nach Coseriu
Mit dem Begriff der Varietät (siehe auch Variation) oder auch Sprachvarietät wird in der Sprachwissenschaft eine bestimmte Ausprägung einer Einzelsprache verstanden, die diese Einzelsprache ergänzt, erweitert oder modifiziert, jedoch nicht unabhängig von dieser existieren kann. Von Varietät spricht man jedoch nur, wenn die Sprachformen einer untersuchten Gruppe eindeutige sprachliche Gemeinsamkeiten aufweisen. Im „Modell des Varietätenraumes“ unterscheidet Coseriu Varietäten nach ihrer Funktion in der
- diaphasischen (in Bezug auf den kommunikativen Kontext: Intention, Stil)
- diastratischen (in Bezug auf die Gesellschaftsschicht: „Gossensprache“)
- diatopischen (geografischer Bezug: Dialekte (Mundart), Regiolekte) Dimension.

Für diastratische Varietäten sind dabei die Identität der Sprecher (beispielsweise Jugendsprache, Idiolekt, Frauensprache, Männersprache) und die Zugehörigkeit zu einer Schicht oder Gruppe (Soziolekt, s. a. Bernstein-Hypothese) ausschlaggebend. Diaphasische Varietäten sind durch funktionelle und situative Orientierung gekennzeichnet (z. B. Fachsprachen, Umgangssprache). Die spezifische Varietätenstruktur einer Einzelsprache bezeichnet Coseriu als Architektur der Sprache.

## Veröffentlichungen
- Teoria del lenguaje y linguistica general. Madrid 1973.
- Sincronia, diacronia e historia. Madrid 1973.
- Principos de semantica estructural. Madrid 1978.
- El hombre y su lenguaje. Madrid 1977.
- Tradicion y novedad en la ciencia del languaje. Madrid 1977.
- Gramatica, semantica universales. Madrid 1978.
- Lecții de lingvistică generală. Chișinău, ARC Publishing House, 2000.
- Limbaj și politică. In: Revista de lingvistică și știință literară. 5/1996.
- Latinitatea orientală. In: Limba Română este patria mea. Studii. Comunicări. Documente. Chișinău, 1996, S. 15–31.
- Unitatea limbii române – planuri și criterii. Ibidem, S. 205–121.
- El llamado latín vulgar y las primeras diferenciaciones romances: breve introducción a la lingüística románica. Universidad de la República, Montevideo 1954. OCLC 559690750.
- mit Horst Geckeler: Trends in structural semantics. (= Tübinger Beiträge zur Linguistik. 158). Narr, Tübingen 1981.

Publikationen in deutscher Sprache (Übersetzungen)
- Lexikalische Solidaritäten. In: Poetica. Band 1, 1967, S. 293–303. JSTOR:43028577.
- Das romanische Verbalsystem.  Herausgegeben und bearbeitet von Hansbert Bertsch (= Tübinger Beiträge zur Linguistik. Band 66). Gunter Narr, Tübingen 1976, ISBN 3-87808-066-2.
- Sprachkompetenz: Grundzüge der Theorie des Sprechens. UTB, Francke, 1988, ISBN 3-7720-1747-9.
- Tomo y me voy. Ein Problem vergleichender europäischer Syntax. S. 13–55.
- Einführung in die strukturelle Betrachtung der Wortschatzes. WTB, Darmstadt 1978.
- Das sogenannte „Vulgärlatein“ und die Erstdifferenzierungen in der Romania. Unveröffentlichtes Manuskript: Montevideo 1954, S. 2–43, 135–150, 172–202. Aus dem Spanischen von Wulf Oesterreicher. Deutsche Übersetzung (W. Oesterreicher / H. Bertsch)  des gesamten Manuskripts von 1954 in: Lateinisch-Romanisch, Tübingen 2008, S. 40–105.
- Bedeutung, Bezeichnung und sprachliche Kategorien. Lauri Seppänen zu seinem 60. Geburtstag. In: Rudolf Schützeichel: Sprachwissenschaft. Band 12, Heft 1, Carl Winter, Heidelberg 1987, ISSN 0344-8169.
- Partikeln und Sprachtypus. Zur strukturell-funktionellen Fragestellung in der Sprachtypologie. In: Gunter Brettschneider, Christian Lehmann (Hrsg.): Wege zur Universalienforschung: sprachwissenschaftliche Beiträge zum 60. Geburtstag von Hansjakob Seiler. (= Tübinger Beiträge zur Linguistik. Band 145). Narr, Tübingen 1980, ISBN 3-87808-145-6, S. 199–206.
- Falsche und richtige Fragestellungen in der Übersetzungstheorie. In: L. Grähs, G. Korlén, B. Malmberg (Hrsg.): Theory and Practice of Translation. Bern / Frankfurt am Main / Las Vegas, Abgedruckt in: W. Wilss: Übersetzungswissenschaft. Darmstadt 1981, S. 27–47.
- mit Uwe Petersen (Hrsg.): Sprachtheorie und allgemeine Sprachwissenschaft: 5 Studien. Fink, München 1975.
- Die funktionelle Betrachtung des Wortschatzes. In: SPRACHE DER GEGENWART. Schriften des Instituts für deutsche Sprache Gemeinsam mit Hans Eggers, Johannes Erben, Hugo Leys und Hans Neumann, herausgegeben von Hugo Moser. Schriftleitung: Ursula Hoberg Band XXXIX, Pädagogischer Verlag Schwann, Düsseldorf 1976, S. 5–25.
- Über Leistung und Grenzen der kontrastiven Grammatik. In: Hugo Moser (Hrsg.): Probleme der kontrastiven Grammatik: Jahrbuch 1969. Schwann, Düsseldorf 1970, S. 9–30.
- Für eine strukturelle diachrone Semantik. WTB, Darmstadt 1978, S. 90–163.
- Balkanismen und Romanismen. Methodisches zum sog. ‚Balkansprachbund‘. In: Sieglinde Heinz, Ulrich Wandruszka (Hrsg.): Fakten und Theorien: Beiträge zur romanischen und allgemeinen Sprachwissenschaft. Festschrift für Helmut Stimm zum 65. Geburtstag. Band 191, Tübinger Beiträge zur Linguistik, Narr, Tübingen 1982, ISBN 3-87808-936-8, S. 37–43.
- Das sogenannte „Vulgärlatein“ und die ersten Differenzierungen in der Romania. In: Eugenio Coseriu: El llamado «latin vulgar» y las primeras diferencaciones romances. Breve introducción a la lingüística románica. Unveröffentlichtes Manuskript: Montevideo 1954, S. 2–43, 135–150. 172–202. ' Aus dem Spanischen von Wulf Oesterreicher. Deutsche Übersetzung (W. Oesterreicher / H. Bertsch) des gesamten Manuskripts von 1954 in: E. Coseriu, Lateinisch-Romanisch. Tübingen 2008, S. 40–105.
- Lateinisch – Romanisch. Vorlesungen und Abhandlungen zum sogenannten Vulgärlatein und zur Entstehung der romanischen Sprachen. Bearbeitet und herausgegeben von Hansbert Bertsch. Gunter Narr Verlag, Tübingen 2008. XX,484 S.
- Divergenz, Konvergenz, Parallelismus: Typologie des sogenannten Sprachwandels. Tübinger Beiträge zur Linguistik, Tübingen 2005, S. 77–86.
- Die sprachliche Kompetenz. S. 83–97.